# サハダイヤモンド
株式会社サハダイヤモンド（英: SAKHA DIAMOND Corp.）は、東京都台東区に本社を置くロシア連邦サハ共和国産ダイヤモンドの加工及び製造販売を事業とする会社。サハ共和国に研磨工場を持つ。
2016年現在の代表取締役社長は欧陸之星鑽石（上海）有限公司総裁や上海ダイヤモンド取引所理事、ベルギー・ダイヤモンド高等議会中国主席などを務める姜杰であった。
当社代表取締役の小野高志が令和5年3月31日付で辞任。

## 沿革
- 1956年 - サンゴ卸売業として創業。
- 1965年 - 東京サンゴ株式会社として設立。
- 1965年 - 本社を東京都杉並区方南一丁目に移転。
- 1977年 - 本社を東京都杉並区高円寺南五丁目に移転。商号を株式会社宝林に変更。
- 1990年12月12日 - 日本証券業協会へ店頭登録し株式を公開（当時の本社は東京都新宿区だった）。
- 1999年 - 株式会社ジャパンオークションシステムズに商号変更。本社を東京都台東区に移転。
- 2003年 - ロシアの公開型株式会社サハダイヤモンドを子会社とする
- 2004年 - 商号を株式会社サハダイヤモンドに変更。店頭登録制廃止によりジャスダック証券取引所に株式を上場
- 2005年 - 本社を現所在地に移転
- 2012年 - 上海欧宝麗実業有限公司との合弁会社として維真珠宝（上海）有限公司を設立
- 2015年 - 4期連続で営業利益及び営業キャッシュ・フローがマイナスとなり、上場廃止猶予期間入り
- 2016年
  - 6月 - 維真珠宝（上海）有限公司の株式を一部譲渡し、連結の範囲から除外。同子会社に関する重要な内部統制評価手続きができず、会計監査人が内部統制報告書に意見不表明。営業キャッシュ・フローがプラスとなり、上場廃止猶予期間解除
  - 7月 - 株価基準により上場廃止猶予期間入り
  - 11月1日 - ジャスダック市場からの株式上場廃止。
- 2023年7月 - 株式1万株を1株とする株式併合を実施
- 2024年 - 商号を株式会社サハダイヤモンド・ツーリストに変更。

## 参考資料
- 株式会社サハダイヤモンド第51期 有価証券報告書(EDINET - 閲覧)
- 会社四季報2014年3集夏号　第426号(東洋経済新報社)